# Institut indonésien des sciences
L'Institut indonésien des sciences (indonésien : Lembaga Ilmu Pengetahuan Indonesia, ou LIPI) est l'organisme public indonésien de recherche scientifique. Il comprend 45 centres de recherche, et il fait partie du ministère indonésien pour la recherche, la technologie et l'éducation supérieure (le RisKet : Kementerian Riset dan Teknologi Republik Indonesia (id)).

## Histoire
En 1928, le gouvernement des Indes orientales néerlandaises avait créé le Natuurwetenschappelijke Raad voor Nederlandsch-Indië (Conseil scientifique des Indes orientales néerlandaises), qui fut le principal centre de recherche de l'archipel jusqu'à l'occupation japonaise des Indes néerlandaises. Après la fin de la Seconde Guerre mondiale, les Néerlandais revinrent et créèrent, en 1948, L'Organisatie voor Natuurwetenschappelijk Onderzoek (OPIPA, Organisation pour la recherche scientifique). Après la révolution nationale indonésienne, il fut nationalisé et devint le Majelis Ilmu Pengetahuan Indonesia (MIPI, Conseil des sciences indonésien. Puis fut créé en 1962 à côté du MIPI le  Departemen Urusan Riset Nasional (DURENAS, Département de la recherche nationale), qui devint en 1966 le  Lembaga Riset Nasional (LEMRENAS) (Institut national de recherche). Et en août 1967, fut créé, par le décret présidentiel no 128/1967, le LIPI, fusion du DURENAS et du MIPI.

## Composition
En décembre 2014, l'institut comptait 1 541 personnes, avec 423 chercheurs senior, 494 jeunes chercheurs, 377 chercheurs associés et 247 principal investigator (en)

## Organismes sous la tutelle du LIPI
Le LIPI a des missions de service public
- ARSIP : serveurs miroirs pour les données scientifiques
- CODATA
- ISSN : ISSN
- FRP : accorde des permis de recherche pour les chercheurs étrangers
- ISI : index scientifique indonésien
- Info H@ki : informations sur la propriété intellectuelle
- OCSP : calculateur en ligne d'efficacité scientifique
- MOW : mémoire du monde
- OPI
- LIPI-IR : dépôt institutionnel
- SciBlog
- Tesis : thèses en ligne
- LEWS : Système d'alerte sismique

## Jardins botaniques

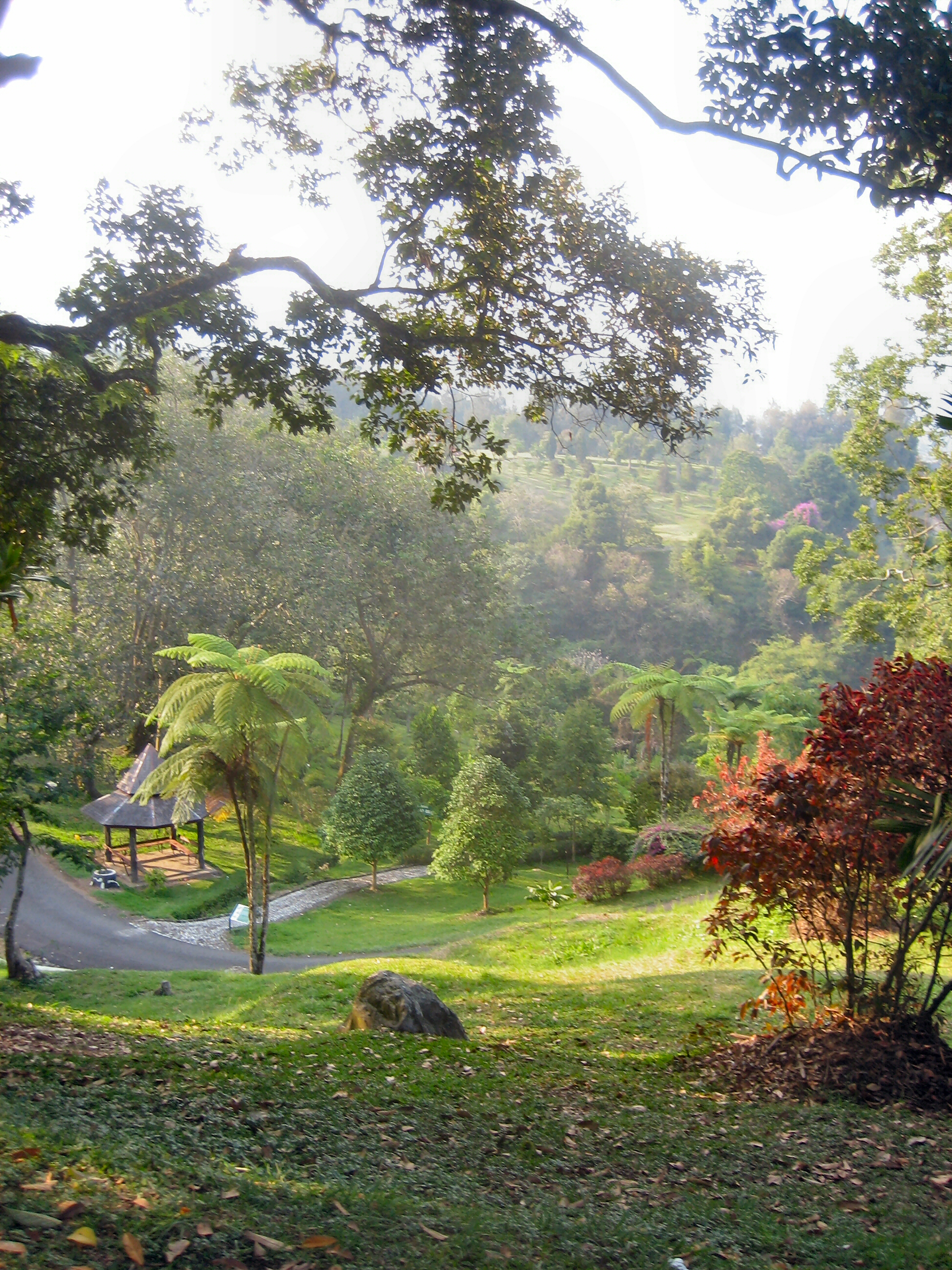
Le jardin botanique de Cibodas

L'institut gère des jardins botaniques, dont le jardin botanique de Bogor, le jardin botanique de Purwodadi, le jardin botanique de Bali et le jardin botanique de Cibodas.

## Navires de recherche
Le LIPI gère deux navires océanographiques, les Baruna Jaya VII et VIII